# Gleina (Saksonia-Anhalt)
Gleina – miejscowość i gmina w Niemczech, w kraju związkowym Saksonia-Anhalt, w powiecie Burgenland, wchodzi w skład gminy związkowej Unstruttal.
1 lipca 2009 do Gleina przyłączono dwie gminy: Baumersroda oraz Ebersroda.